# Pip et Jane Baker
Pour les articles homonymes, voir Baker.
Pip et Jane Baker est un couple de scénaristes britanniques ayant travaillé pour la télévision anglaise et le cinéma durant les années 1960 à 1990, notamment dans les séries de science-fiction telles que Cosmos 1999 ou Doctor Who.

## Biographie

### Débuts
Se faisant connaître comme un duo d'écrivains mariés, Pip et Jane Baker commencent leur carrière par l'écriture d'une adaptation de la pièce The Third Alibi pour la télévision avant de se tourner vers des scénarios de films pour le cinéma d'horreur et de science fiction comme La Nuit de la grande chaleur en 1967 ou Le Capitaine Nemo et la ville sous-marine en 1969. Au milieu des années 1970 ils écrivent des scénarios pour les séries Circus, The Expert, Z-Cars ainsi qu'un épisode de la série Cosmos 1999 en 1976.
Au milieu des années 1980 ils sont engagés pour écrire des épisodes de la série Doctor Who comme « The Mark of the Rani » (pour lequel ils inventent le personnage de La Rani ou « Terror of the Vervoids. » En 1986, le dernier épisode de la vingt-troisième saison ne peut être fini, à la suite de la mort de Robert Holmes et le départ d'Eric Saward et ils sont appelés pour écrire la fin du scénario de « The Ultimate Foe » quelques semaines avant le tournage. Repérés pour leur capacité à écrire vite, le producteur de la série John Nathan-Turner leur demande en fin d'année 1986 d'écrire le premier épisode de la vingt-quatrième saison, « Time and the Rani » dans lequel un nouveau Docteur, incarné par Sylvester McCoy fait ses débuts. Assez attachés à l'univers de Doctor Who, ils écrivent les adaptations en nouvelles de leurs épisodes ainsi que des livres et une pièce radiophonique dérivés de la série,.
Dans les années 1990 ils créent et écrivent leur propre série télé pour la chaîne CBBC et nommée Watt on Earth racontant les aventures de Watt, un extra-terrestre prisonnier sur Terre,.

## Vie personnelle
Pip et Jane sont mariés depuis les années 1960. Jane Baker est morte le 8 septembre 2014,. Pip meurt le 14 avril 2020.

## Filmographie

### Comme scénaristes
- 1961 : The Pursuers  (série télévisée): 1 épisode
- 1963 : The Break (film)
- 1967 : La Nuit de la grande chaleur (film)
- 1969 : Le Capitaine Nemo et la ville sous-marine (film)
- 1975 : Circus (série télévisée): 6 épisodes
- 1976 : The Expert (série télévisée): 1 épisode
- 1976 : Cosmos 1999 (série télévisée): 1 épisode
- 1976 à 1977 : Z-Cars (série télévisée): 3 épisodes
- 1985 : Doctor Who (série télévisée) : (épisode « The Mark of the Rani »)
- 1986 : Doctor Who (série télévisée) : (épisode « Terror of the Vervoids »)
- 1986 : Doctor Who (série télévisée) : (épisode « The Ultimate Foe »)
- 1987 : Doctor Who (série télévisée) : (épisode « Time and the Rani »)
- 1991 à 1992 : Watt on Earth (série télévisée): 6 épisodes

## Sources
- (en) Cet article est partiellement ou en totalité issu de l’article de Wikipédia en anglais intitulé « Pip and Jane Baker » (voir la liste des auteurs).

1. 1 2  (en) « Night of the Big Heat (1967) » [vidéo], sur Internet Movie Database (consulté le 13 novembre 2023).
2. 1 2  « Pip Baker » (présentation), sur l'Internet Movie Database
3. 1 2  « Jane Baker » (présentation), sur l'Internet Movie Database
4. ↑  (en) Frances Taylor, « Doctor Who writer Jane Baker dies, Colin Baker reveals », Digital Spy, 10 septembre 2014 (consulté le 10 septembre 2014)
5. ↑  Death of Jane Baker